# Rosemary Bohórquez
Rosemary Bohórquez O´byrne (Bogotá, Cundinamarca, Colombia, 9 de abril de 1966) es una actriz de teatro y televisión, modelo y empresaria colombiana. 

## Biografía
Nació en Bogotá su madre es ascendencia irlandesa. Estudió en la Academia Charlot de actuación. Debutó en el modelaje para secciones de fotos en revistas nacionales de farándula.
En 1988 debutó en la telenovela El segundo enemigo como actriz recurrente. Participó en varias producciones donde se destacan El último beso, La venganza, Nuevo rico, nuevo pobre, Bella calamidades y Tentaciones. 

## Filmografía
- Los Briceño (2019)
- La esquina del diablo (2015)
- Niñas mal (2012)
- A mano limpia (2010-2013)
- Bella Calamidades  (2010)
- Aquí no hay quien viva (2008-2009)
- Sin senos no hay paraíso (2008-2009)
- Nuevo rico, nuevo pobre (2007-2008)
- Amores de mercado (2006-2007)
- Decisiones (2005)
- La Tormenta (2005-2006)
- Ángel de la guarda, mi dulce compañía (2003-2004)
- La venganza (2002-2003)
- Tentaciones (1996)
- Las aguas mansas (1994)
- Clase aparte (1995)
- El último beso (1993)
- El segundo enemigo (1988)